# Moucherolle sombre
Empidonax oberholseri
Ne doit pas être confondu avec Moucherolle ombré.
Espèce
Répartition géographique
- Aire de nidification
- Voie migratoire
- Aire d'hivernage

Statut de conservation UICN

 LC  : Préoccupation mineure
Le Moucherolle sombre (Empidonax oberholseri) est un petit passereau insectivore de la famille des Tyrannidae, et du genre Empidonax. Les espèces de ce genre sont difficiles à différencier, et ne peuvent être reconnues que grâce à leur voix, leur habitat et leur aire de répartition. L'espèce a été nommée en l’honneur de Harry Church Oberholser.

## Description
Le mâle chante un chant en trois parties. Un cri usuel est un « wit » sec, que l’on retrouve chez les autres espèces du genre. On peut plus rarement entendre, de la part du mâle uniquement, un triste « dou-hic ».

## Habitat
Son habitat naturel sont les pentes et contreforts des montagnes, parmi broussailles et arbres dispersés, dans la partie occidentale de l'Amérique du Nord. Le nid est creux et construit sur une fourche basse d'arbuste.

## Comportement
Il attend sur une branche isolée et attrape les insectes au vol. Il lui arrive aussi de picorer ses proies directement sur le feuillage.